# The Trick That Failed
The Trick That Failed è un cortometraggio muto del 1909 diretto da David W. Griffith. Sceneggiato da Stanner E.V. Taylor, il film fu interpretato, nei ruoli principali, da Mary Pickford, Arthur V. Johnson, Anthony O'Sullivan e George Nichols.

## Trama
Nellie è tutta tesa a seguire la sua carriera artistica anche se deve sacrificarsi e vivere negli stenti. Il proprietario della galleria d'arte non le dà molte speranze, mostrandole la pila dei suoi quadri ancora tutti invenduti. Un famoso pittore, Billy Hart, innamorato di lei, la chiede in moglie ma lei rifiuta, dicendogli che non accetterà la sua proposta fino a quando non sarà riuscita a raggiungere il successo. Hart, per ottenere il suo scopo, ha l'idea di comperare tutti i quadri di Nellie usando come falsi acquirenti i suoi domestici che si spacciano per collezionisti d'arte. All'inizio tutto sembra andare per il verso giusto e Nellie è sul punto di cedere, convinta che il suo talento sia stato finalmente riconosciuto. Poi, però, la ragazza si accorge del trucco e, irritata e delusa, respinge ancora una volta Hart, rivolgendosi questa volta verso Hans Kessler, un altro pittore innamorato di lei.

## Produzione
Il film fu prodotto dalla Biograph Company.

## Distribuzione
Distribuito dalla Biograph Company, il film - un cortometraggio di 197 metri - uscì nelle sale cinematografiche statunitensi il 29 novembre 1909. Nelle proiezioni, veniva programmato con il sistema dello split reel, accorpato in un'unica bobina con un altro cortometraggio prodotto dalla Biograph e diretto da Griffith, In the Window Recess.